# Homalotheciella subcapillata
Homalotheciella subcapillata là một loài Rêu trong họ Brachytheciaceae. Loài này được (Hedw.) Broth. mô tả khoa học đầu tiên năm 1908.